# Jan Blankenbrug (Vianen)
De Jan Blankenbrug is een brug over de Lek bij Vianen opgenomen in de A2. De brug is vernoemd naar Jan Blanken (1755-1838), de eerste Inspecteur-Generaal van de Waterstaat.
Zijn voorganger, de oude Lekbrug, werd in het kader van het Rijkswegenplan 1927 gebouwd als boogbrug in 1936. Gedurende de Tweede Wereldoorlog werd de brug zwaar beschadigd door Britse bommen. In 1949 was de brug weer hersteld en opengesteld.
Door de groei van het auto- en vrachtverkeer met de jaren, werd de capaciteit van de bestaande stalen boogbrug waarmee de rijksweg de rivier de Lek bij Vianen kruist te beperkt om de verkeersstroom in de 21e eeuw nog afdoende te kunnen verwerken. Het was een berucht punt dat hoog stond in de filelijsten.
Besloten werd een nieuwe brug te bouwen naast de bestaande Lekbrug. In 1995 werd Zwarts & Jansma door Rijkswaterstaat gevraagd om met verschillende ontwerpen te komen. Uit deze voorfase kwam een zogenaamde uitbouwbrug als beste optie uit de bus.
In 1999 is de nieuwe brug opgeleverd. De nieuwe brug heeft door de keuze van de draagconstructie een grotere doorvaarthoogte dan de oude boogbrug, met voordelen voor het scheepvaartverkeer, waaronder veel duwvaart.
De oude Lekbrug bleef voorlopig in gebruik. Vanwege hoge renovatiekosten werd besloten de oude brug alsnog te vervangen en door een extra brug volgens hetzelfde ontwerp, naast de nieuwe brug. Deze werd in 2004 opengesteld en aangesloten op de A2. De twee nieuwe bruggen hebben ieder drie rijstroken, een weefstrook, een vluchtstrook en een rijstrook voor langzaam verkeer. De totale oeververbinding is 532 meter lang.
De oude Lekbrug is in 2021 gesloopt in verband met de hoge onderhoudskosten. De Stichting Boogbrug Vianen wenste de brug als industrieel erfgoed te behouden, maar de brug kreeg geen monumentale status. Volgens Rijkswaterstaat moest de oude Lekbrug weg om gevaarlijke situaties te voorkomen.

## Wetenswaardigheden
Het noordelijke landhoofd van de brug ligt precies op de 52e breedtegraad noord.